# Archives de l'Élysée

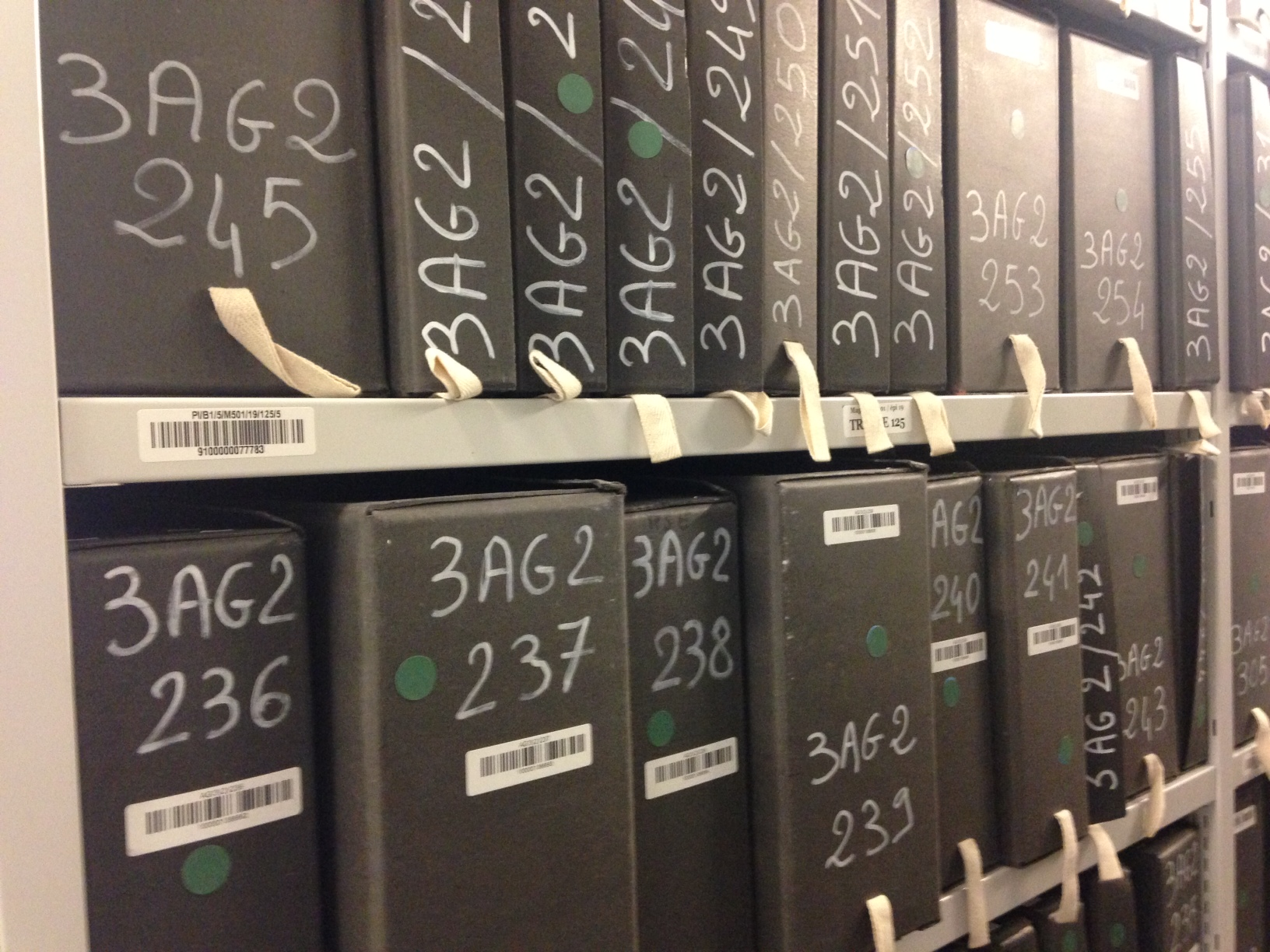
Exemple de conditionnement des archives présidentielles aux Archives nationales (ici le Bureau central de renseignements et d'action lié au Général de Gaulle).

Les archives de l'Élysée ou archives présidentielles sont le service des archives qui a pour mission la conservation des documents liés à la présidence de la République française au sens large. Y sont déposés, en fin de mandat, les documents utilisés ou reçus par le président et les employés du palais de l'Élysée. La documentation forme la sous-série AG/5.

## Histoire

### Présidence de Charles de Gaulle
Charles de Gaulle considère que le palais n'ayant pas vocation à conserver des archives, les documents utilisés ou reçus par la présidence de la République doivent être remis, dès le départ du collaborateur ou la fin du mandat, au ministère concerné par le document. Il appelle cependant au palais le conservateur de la Bibliothèque nationale de France pour lui transmettre sa volonté que certains documents soient transmis aux archives.
Perpétuant la pratique des cabinets ministériels, beaucoup de documents ne sont pas rendus aux ministères et sont détruits par les membres du cabinet. Le président, en revanche, verse aux archives des documents personnels en plus de documents strictement liés à sa conduite des affaires de l’État. 

### Présidence de Georges Pompidou
Craignant pour la sécurité de l'État depuis Mai 68, ainsi que pour celle de sa famille depuis l'affaire Marković, Georges Pompidou ordonne au SDECE (ancêtre de la DGSE), à la DST (ancêtre de la DGSI) et à la police judiciaire de mettre sur écoute différents lieux parisiens : des ambassades, des syndicats, jusqu'à l'appartement de François Mitterrand et les bureaux du patronat. Les 300 pages de comptes-rendus quotidiens des écoutes, analysées par André Marguenaux à l'Élysée, sont détruites tous les soirs dans l'incinérateur qui se trouve au fond du jardin.
À la mort de Georges Pompidou, l'Élysée est rapidement vidée de ses archives. Claude Pompidou et Édouard Balladur effectuent des dépôts par la suite, qui restent très parcellaires. Le conseiller Pierre Juillet verse ses archives, mais pas son alter ego, Marie-France Garaud. Elles n'ont toujours pas été versées en 2020. La présidence de Georges Pompidou laisse 959 cartons d'archives. 

### Présidence de Valéry Giscard d'Estaing
Lorsque Valéry Giscard d'Estaing arrive au pouvoir après l'élection présidentielle de 1974, il constate que les bureaux sont vides de tout document. Il apprend que les archives ont un statut privé et sont donc la propriété du président de la République. Il fait voter une loi qui rend les archives de la présidence publiques, et crée un service spécial la même année. Le Château embauche une conservatrice des Archives nationales. 
Un protocole est signé le 25 octobre 1979 avec le ministre de la Culture pour régler la transmission des archives pour les présidents à venir. À la fin de son mandat, VGE verse ses dossiers aux archives de l'Élysée. La présidence remet en tout 4 200 cartons. Figurent également parmi ces versements les dossiers du Secrétariat général pour les affaires africaines, conservées jusqu'alors par René Journiac, ainsi que les dossiers du Conseil supérieur de la magistrature, dépendant de la présidence depuis 1958.
D'après Paul Tourlier, chauffeur et garde de François Mitterrand, lors des derniers jours de la présidence de Giscard d'Estaing, un incinérateur aurait été placé au fond du jardin de l’Élysée pour brûler des dossiers de la présidence sortante.

### Présidence de François Mitterrand
François Mitterrand fait passer une note à tous ses collaborateurs au début de son premier septennat leur précisant que tout employé doit remettre « [l]es archives relatives à son activité détenues par lui et ses collaborateurs et d'une manière générale de tous les documents produits ou reçus par la présidence de la République » à la fin du mandat ou à la cessation des fonctions. Il nomme l'archiviste Perrine Canavaggio à la tête de la mission. Dès le début de son mandat, le président accorde à Pierre Favier et Michel Martin-Roland le droit d'accès aux archives afin d'écrire la série de livres La Décennie Mitterrand.
Dès 1987, François Mitterrand demande à Michel Charasse de trier ses archives. Des milliers de papiers sont passés en revue, triés et pour certains détruits dans une broyeuse.
Le président nomme également Françoise Carle en 1991 avec comme mission de rassembler les documents permettant de mettre en lumière les moments clefs de la présidence. L'existence de ces archives parallèles crée des tensions avec le service officiel. L'exploitation par Carle des archives permet l'écriture d'un ouvrage appelé Les Archives du président : Mitterrand intime.
Le fonds de la présidence de François Mitterrand est volumineux de 14 000 cartons. Les archives du conseiller spécial Jacques Attali comptent pour 5 % du volume. Certaines archives, comme celles de Christian Prouteau, ne sont pas versées ; la Direction de la Surveillance du territoire en retrouve dans son garage quelques années plus tard et les fait verser,.
Dominique Bertinotti est désignée comme mandataire des archives et accorde ou non le droit de consultation, du moins 25 ans après la mort du président (art. L. 213-4 du code du patrimoine).
La principale controverse venant des archives de Mitterrand concerne le génocide du Rwanda en 1994 et notamment le rôle de la France dans celui-ci. La consultation anticipée des archives (plus particulièrement du conseiller de la cellule africaine Bruno Delaye) est demandée depuis 2015, après plusieurs saisies de la CADA. En juin 2020, le Conseil d'État autorise la consultation temporaire anticipée des archives demandées. Le Conseil argumente que la confidentialité serait contraire à l'article 15 de la déclaration de 1789 et à l'article 10 de la convention européenne, en ajoutant que les acteurs politiques ne sont plus en activité et que plusieurs informations furent consultées par la mission d'information parlementaire sur le Rwanda, mais tout en prenant en compte le droit à la vie privée et le secret défense,,.

### Présidence de Jacques Chirac
Jacques Chirac verse en 2007 ses archives, qui sont réparties en 7 000 cotes. Elles sont composées de 1 000 mètres linéaires physiques, plus de 550 enregistrements sonores, 1 545 supports audiovisuels, 3 800 reportages photographiques et 1,4 Go de données numériques.

### Présidence de Nicolas Sarkozy
Nicolas Sarkozy versa ses archives en 2012 pour un total de 850 mètres linéaires physiques et 6,8 To numériques.
Les archives de la présidence de Nicolas Sarkozy sont réquisitionnées par la justice dans le cadre de l'affaire Sarkozy-Kadhafi. Les archives de Claude Guéant sont saisies a posteriori. Plusieurs journalistes indiquent que pendant le transfert des archives de Nicolas Sarkozy, de l'Élysée à Pierrefitte, le cabinet de François Hollande (souvent dénommé cabinet noir) aurait illégalement consulté les archives pour servir les affaires juridiques.

## Fonctionnement

### Inventaire de la cellule élyséenne
Les archives font l'objet d'un tri et d'un rangement par l'équipe d'archivistes de la présidence dans une salle spéciale. Celle-ci transmet ensuite les cartons aux Archives nationales, où les documents sont progressivement ouverts au public. 

### Règles applicables à l'ouverture des archives
Les règles relatives au Code du patrimoine sont alors applicables, à savoir que les archives sont rendues publiques 30 ans après les faits. Les archives de la cellule diplomatique de l'Élysée sont celles qui bénéficient d'une durée d'interdiction de publicisation la plus longue, jusqu'à 60 ans après les faits.
Les fonds des présidents Giscard d'Estaing et Mitterrand diffèrent dans leur réglementation. En vertu du protocole de 1979, l'ancien président centriste conserve un droit d'accès permanent aux fonds de sa présidence jusqu'à sa mort, et donne les autorisations de consultation aux chercheurs qui en font la demande, jusqu'à l'expiration d'un délai de 60 ans. Après cette période, le fonds devient pleinement propriété de l'État et sera librement communicable. Les fonds liés aux services de renseignement, la sécurité de l'État et les affaires étrangères ne sont consultables qu'à partir de 2041.
Le protocole du 15 février 1995 signé par François Mitterrand prévoit un délai de fermeture des archives de 60 ans. Il est compensé par la possibilité d'autorisations de consultations par la direction des Archives nationales, avec l'accord écrit de François Mitterrand ou de son mandataire.